# Between Two Worlds
Between Two Worlds es el  único álbum de la banda noruega de heavy metal, I. La banda está formada por Abbath, King ov Hell, Ice Dale, Armagedda y Demonaz, que al igual que en Immortal es el letrista.
Fue publicada una versión de edición limitada con tres bonus tracks.

## Lista de canciones
Toda las letras compuestas por Demonaz. Toda la música compuesta por Abbath.

| N.º | Título                                                   | Duración |  |
| 1.  | «The Storm I Ride»                                       | 3:27     |  |
| 2.  | «Warriors»                                               | 5:53     |  |
| 3.  | «Between Two Worlds»                                     | 5:52     |  |
| 4.  | «Battalions»                                             | 4:46     |  |
| 5.  | «Mountains»                                              | 6:05     |  |
| 6.  | «Days of North Winds»                                    | 4:04     |  |
| 7.  | «Far Beyond the Quiet»                                   | 7:13     |  |
| 8.  | «Cursed We Are»                                          | 5:14     |  |
| 9.  | «Bridges of Fire» (Digipack edition bonus track)         | 7:36     |  |
| 10. | «Shadowed Realms (Intro)» (Digipack edition bonus track) | 1:31     |  |
| 11. | «Shadowed Realms» (Digipack edition bonus track)         | 5:44     |  |

## Créditos
- Abbath Doom Occulta - guitarra y voces.
- King ov Hell - bajo.
- Ice Dale - guitarra.
- Armagedda - batería.
- Demonaz Doom Occulta - letras.

## Posiciones en las listas
| Año  | Álbum              | Lista                               | Posición |
| ---- | ------------------ | ----------------------------------- | -------- |
| 2006 | Between Two Worlds | Lista oficial de álbumes en Noruega | N.º 37   |